# Vernier (gemeente)
Vernier is een gemeente gelegen in het kanton Genève. Het is een voorstad van Genève.